# Горка (Тихвинский район)
Го́рка — деревня в Тихвинском районе Ленинградской области. Административный центр Горского сельского поселения.

## История
Деревня Горка упоминается на карте западной части России Ф. Ф. Шуберта 1844 года смежно с погостом Егорьевским (Пашекожельским) и деревней Новинка.

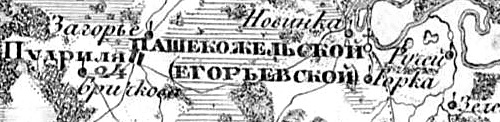
Деревня Горка на карте 1847 года

ГОРКА — деревня Новинского общества, Пашекожельского прихода. 

Крестьянских дворов — 11. Строений — 31, в том числе жилых — 17.

Число жителей по семейным спискам 1879 г.: 25 м. п., 31 ж. п.; по приходским сведениям 1879 г.: 26 м. п., 30 ж. п.

В конце XIX века деревня административно относилась к Новинской волости 2-го стана, в начале XX века к Новинской волости 1-го земского участка 1-го стана Тихвинского уезда Новгородской губернии.

ГОРКА — деревня Новинского земского общества при земском тракте и колодцах, число дворов — 15, число домов — 17, число жителей: 46 м п., 42 ж. п.;
 Две кузни, смежна с Пашекожельским погостом и деревней Новинкой. (1910 год)

С 1917 по 1918 год деревня входила в состав Новинской волости Тихвинского уезда Новгородской губернии. 
С 1918 года в составе Череповецкой губернии.
С 1924 года в составе Прогальской волости.
С 1927 года в составе Пудрольского сельсовета Тихвинского района.
С 1928 года в составе Новинского сельсовета. В 1928 году население деревни Горка составляло 91 человек.
Согласно карте Ленинградской области Северо-западного аэрогеодезического треста ГГУ издания 1932 года деревня насчитывала 10 крестьянских дворов. В северной части деревни находилась церковь.
По данным 1933 года деревня Горка входила в состав Новинского сельсовета Тихвинского района.
В 1961 году население деревни Горка составляло 102 человека.
С 1963 года в составе Горского сельсовета.
По данным 1966 и 1973 годов деревня Горка также входила в состав Горского сельсовета и являлась его административным центром. В деревне располагалась центральная усадьба совхоза «Горский».
По данным 1990 года в деревне Горка проживали 789 человек. Деревня являлась административным центром Горского сельсовета в который входили 22 населённых пункта: деревни Валдость, Вяльгино, Горка, Городок, Жар, Залющик, Засыпье, Имолово, Крючково, Кулига, Малыновщина, Новое Село, Островок, Павшино, Пинега, Прогаль, Пудроль, Пяхта, Рандога, Тумище, Чаголино; посёлок Новый, общей численностью населения 1184 человека.
В 1997 году в деревне Горка Горской волости проживали 858 человек, в 2002 году — 813 человек (русские — 95 %). 
В 2007 году в деревне Горка Горского СП — 869, в 2010 году — 825 человек, в 2012 году — 867 человек, в 2025 году — 709 человек.

## География
Деревня расположена в западной части района на автодороге 41К-021 (Паша — Часовенское — Кайвакса), в месте примыкания к ней автодорог 41К-898 (подъезд к д. Дуброво) и 41К-899 (Горка — Крючково). 
Расстояние до административного центра района, города Тихвин — 24 км.
Расстояние до ближайшей железнодорожной станции Тихвин — 23 км.
Деревня находится на левом берегу реки Паши.

## Демография
| 2007 | 2010 | 2017 |
| ---- | ---- | ---- |
| 869  | ↘825 | ↘810 |

### Национальный состав
Согласно данным Всероссийской переписи населения 2021 года в деревне проживали 719 человек, из них:
 русские — 678, узбеки — 7, украинцы — 7, туркмены — 4, белорусы — 3, немцы — 3, таджики — 3, грузины — 1, другие национальности — 6 человек, остальные национальность не указали.

## Предприятия и организации
- Отделение почтовой связи
- Фельдшерско-акушерский пункт
- Школа
- Дом культуры
- Библиотека
- Магазины: «Альянс», «Росинка», «Совхозный»
- Пекарня
- База «Горка» военно-охотничьего общества Санкт-Петербурга
- Городокское лесничество

## Достопримечательности
- Церковь Покрова Пресвятой Богородицы, 1859 года постройки, каменная, В 1991 году возвращена общине[20].

## Улицы
Ручей, Центральная, Школьный переулок.